# Rundbuestil
Rundbuestil (fra tysk Rundbogenstil) var en stilretning i 1800-tallet, der efterlignede den romanske stil fra middelalderen. En gang imellem ses begrebet også brugt om selve den oprindelige romanske stil.
Rundbuestilen er en afart af historicismen, dvs. perioden, hvor man efterlignede og blandede (eklekticisme) flere historiske stilarter. Rundbuestilen er sjældent en blandingsstil, men oftest en rendyrkelse af stilelementer fra den romanske periode. Rundbuestilen var den første væsentlige efterfølger til klassicismen, hvor kun de antikke bygninger blev efterlignet, og i en længere periode levede stilarterne side om side. Rundbuestilen opstod i Tyskland og blev inddraget i den debat om stilefterligning, som arkitekten Heinrich Hübsch havde rejst med sit skrift In welchem Style sollen wir bauen? (I hvilken stil skal vi bygge?, 1828). Han var selv en eksponent for rundbuestilen.
I Nordtyskland blev rundbuestilen udbredt via Conrad Wilhelm Hase og Hannoverskolen. Andre eksponenter for stilen i Tyskland var Ludwig Droste og Edwin Oppler.
I Danmark fik stilen mange udøvere, bl.a. Gottlieb Bindesbøll (Den Kongelige Veterinær- og Landbohøjskole, 1856-58), N.S. Nebelong (Københavns Vandværk, 1857-59, Kvindefængslet på Christianshavn, 1861-64), Christian Hansen (Kommunehospitalet, 1858-63, Zoologisk Museum, 1863-69), V.Th. Walther (adskillige kirker), J.D. Herholdt (Københavns 2. Hovedbanegård, 1863-64, Danmarks Nationalbank, 1865-70) og dennes elev J.E. Gnudtzmann (Sankt Pauls Kirke, 1872-77). Stilens popularitet ebbede ud i 1870'erne, men især Gnudtzmann var tro mod stilen helt frem til 1900'erne.
- Wikimedia Commons har flere filer relateret til Rundbuestil